# 夜霧よ今夜も有難う (曲)
『夜霧よ今夜も有難う』（よぎりよこんやもありがとう）は石原裕次郎のシングル。1967年2月にテイチクレコードから発売された。この曲は多くの歌手によってカバーされている。

## 背景
表題曲『夜霧よ今夜も有難う』が作られるきっかけとなったのは、1966年に石原が映画『黒部の太陽』撮影中の事故により負傷し、リハビリのため山中湖畔のゴルフ場でキャディと2人だけでホールを回っていた際の出来事だった。偶然その日、作曲家の浜口庫之助が甲府市の「青少年を育くむ会」の歌を作ってほしいとの依頼を受け、同ゴルフ場で山梨県警察本部の本部長と公正取引委員会の知人と三人でゴルフをしており、その際に石原に気づいて浜口が声をかけたことから一緒にプレイすることになった。石原は翌年の5月にリサイタルで全国を回る予定があり、その為に曲を作ってほしいとゴルフの後で一杯呑みながら話し合っている時に「先生、何か良い曲を書いてくれませんか。税金がガッポリきたんで、それを払うために全国を歌って歩くことにしたんです。お願いします。」と依頼した。浜口は「そりゃ大変だなあ。僕でよかったらやってみよう」と言って別れたあと、東京へ帰ってすぐに曲作りに取り掛かった。構想とタイトルが浮かんだ時点で石原に話したところ非常に喜んだため、短時間で「夜霧よ今夜も有難う」と「粋な別れ」の2曲が出来上がったという。曲は大ヒットし、「夜霧よ今夜も有難う」は石原の代表曲となった。
浜口は著書『ハマクラの音楽いろいろ』（朝日新聞社）の中で、「あの2曲は、当時僕の見た裕次郎映画のどこかのシーンから想像して作ったもの。裏町の飲み屋を舞台に、レインコートの襟を立てて登場する裕次郎を描写した。」と述べている。
こうして映画化するのに相応しい楽曲が誕生したことで、この曲を主題歌として石原主演で企画された映画が、1967年公開で本作と同じタイトルの日活映画『夜霧よ今夜も有難う』である。
イントロのサックス演奏は松浦ヤスノブが担当している。
B面曲「粋な別れ」に因んで石原主演で制作され、1967年8月に公開された映画が『波止場の鷹』である。「粋な別れ」は同映画の主題歌として使用され、「夜霧よ今夜も有難う」に続き多くのファンから支持された。

## 収録曲
A面・B面共に、作詞・作曲：浜口庫之助／編曲：山倉たかし
A面
夜霧よ今夜も有難う（3分42秒）
B面
粋な別れ（3分22秒）

## カバーした歌手
- 五木ひろし
  - カバー・アルバム『わが心の港歌』（1999年）[7]
- 井上陽水
  - カバー・アルバム『UNITED COVER 2』（2015年）[8]
- 岩城滉一
  - アルバム『あいつと俺のブルース』（1975年）[9]
- 金児憲史
  - シングル「夜霧よ今夜も有難う」（2018年）[10]
- 加山雄三
  - カバー・アルバム『若大将50年！』（2010年）[11]
- 木村好夫とザ・ビアーズ
  - カバー・アルバム『木村好夫 ムード歌謡』（2010年）[12]
- 島津ゆたか
  - カバー・アルバム『黄昏のビギン』（1982年）[13]
- ダイアモンド☆ユカイ
  - カバー・アルバム『Respect』（2012年）[14]
- 舘ひろし
  - カバー・アルバム『HIROSHI TACHI sings YUJIRO』（2012年）[15]
- ちあきなおみ
  - カバー・アルバム『夜霧よ今夜も有難う ちあきなおみ 石原裕次郎を唄う』（1988年）[16]
- 中条きよし
  - カバー・アルバム『深夜劇場』（1975年）[17]
- 中森明菜
  - カバー・アルバム『歌姫3 〜終幕』（2003年）[18]
- ビリー諸川と缶蹴り仲間
  - アルバム『ナ.ガ.シ.マ』（2001年）[19]
- 舟木一夫
  - カバー・アルバム『思い出アルバム』（2007年）[20]
- フランク永井
  - カバー・アルバム『琵琶湖周航の歌』（1972年）[21]
- 美空ひばり
  - カバー・アルバム『私と貴方の小さなスナック』（1976年）[22]
- 八代亜紀
  - デュエット企画アルバム『石原裕次郎/八代亜紀 二人の旅路』（1974年）[23]
- 山内惠介
  - アルバム『夢の慕情』（2012年）[24]
- 由紀さおり
  - カバー・アルバム『VOICE II』（2015年）[25]
- 吉田拓郎
  - カバー・アルバム『ぷらいべえと』（1977年）[26]